# Gefecht bei Blickensdorf
Etzel · Pfäffikon · Grüningen I · Freienbach · Blickensdorf · Hirzel · Bremgarten · Regensberg · Grüningen II · St. Jakob an der Sihl · Greifensee · St. Jakob an der Birs · Erlenbach I · Koblach · Sargans · Wil · Kirchberg · Wolfhalden · Obertoggenburg · Wigoltingen · Erlenbach II · Männedorf · Wollerau · Ragaz
Das Gefecht bei Blickensdorf wurde in der Nacht am 23. Mai 1443 im Verlaufe des Alten Zürichkriegs bei Blickensdorf (heutige Gemeinde Baar ZG, Schweiz) geschlagen.
Die Gegner waren auf der einen Seite die eidgenössischen Orte Zug, Luzern, Uri und Unterwalden und auf der anderen Seite Truppen der Reichsstadt Zürich. Das Gefecht war die erste militärische Begegnung der vier Zentralschweizer Orte in diesem Krieg.

## Vorgeschichte
Nach Ablauf des Waffenstillstandes vom 1. Dezember 1440 übermittelte Schwyz in der Nacht vom 20. auf den 21. Mai der Stadt Zürich und Markgraf Wilhelm von Hachberg namens der Herrschaft Österreich die Kriegserklärungen. Glarus ermahnte man, dies ebenfalls zu tun. Am frühen Morgen des 21. Mai erfolgten sodann auch gleich die ersten Kriegshandlungen dieser zweiten Kriegsphase, die sich vornehmlich gegen Rapperswil richteten. Bei der ersten grösseren Begegnung des Krieges am 22. Mai wurde der Vorstoss eines Rapperswiler Kontingents über den Zürichsee von den Hauptharsten von Schwyz und Glarus in der Schlacht bei Freienbach zurückgewiesen. Zürich erhielt noch an diesem Tag eine Kriegserklärung von Luzern, die Kriegserklärungen von Uri und Unterwalden dürften ebenfalls an diesem Tag erfolgt sein. Bern und dessen Verbündeter Solothurn zögerten noch, und Zürich und die habsburgischen Hauptleute wähnten sich zu dem Zeitpunkt stark genug, um es mit den Zentralschweizer Truppen aufnehmen zu können.

## Verlauf
Das Hauptkontingent der Zürcher lagerte auf dem Albis, in Erwartung eines dortigen Angriffes, doch musste die Zürcher Führung unter Marschall Thüring II. von Hallwyl Kontingente zur Verstärkung der Letzi am Hirzel abkommandieren, da Landleute aus der Gegend um Horgen diese ohne Befehl der Führung eigenmächtig besetzten. Der Zürcher Kriegsplan sah einen Angriff auf Zuger Gebiet vor, doch war man nur unzureichend über die Feindstärke informiert. Der Zürcher Bürgermeister Rudolf Stüssi, der die Truppen auf dem Albis befehligte, entschloss sich wohl aus diesem Grund für einen Vorstoss einer Abteilung in Richtung Zug. Das Hauptkontingent der Zuger lag bei Baar und wurde verstärkt durch die Verbände aus Luzern, Uri und Unterwalden.
Die Zürcher Vorhut unter Rudolf Stüssi rückte in der Nacht vom 22. auf den 23. Mai nach Mitternacht südwärts vor und stiess bei Blickensdorf auf den Gegner. Das Dorf wurde von den Zürchern umgehend in Brand gesteckt, angeblich als Vergeltung für den Raub von zwei Ochsen im Knonaueramt. Bei dem nun einsetzenden Gefecht drangen die Zürcher teilweise bereits in die feindlichen Befestigungen ein. Nachdem klar geworden war, dass ein Kampf gegen den übermächtigen Gegner sinnlos war, beschloss man den Rückzug. Es gelang den Zürchern, sich nach kurzem Kampf vom Gegner zu lösen, um sich auf die Ausgangsstellungen auf dem Albis zurückzuziehen. Die Eidgenossen nahmen daraufhin die Verfolgung auf, doch wurde diese aufgrund von Hunger und Erschöpfung bei Kappel am Albis abgebrochen.

## Folgen
Das Treffen bei Blickensdorf war ein frühzeitig abgebrochenes nächtliches Begegnungsgefecht und hatte keinen entscheidenden Charakter. Es hatte zum Ergebnis, dass die Eidgenossen über die Bewegungen des Gegners informiert wurden, und auch die Zürcher konnten sich dadurch einen Überblick über die Feindstärke verschaffen. Auch war es eines der wenigen Gefechte des gesamten Krieges, bei denen die Zürcher Seite keine Niederlage einstecken musste.
Einen Tag darauf, am 24. Mai, wurden Schwyz und Glarus, deren Hauptmacht noch in Freienbach lag, von den Truppen aus Luzern, Uri und Unterwalden um Zuzug gemahnt, um gegen die Talsperre auf dem Hirzel vorzugehen, wo sie in der Nähe lagerten. Offenbar führten Provokationen seitens der Verteidiger der Talsperre zu der noch am gleichen Tag stattfindenden Schlacht am Hirzel, in welcher die Zürcher und ihre Verbündeten von den Verbänden von Luzern, Uri und Unterwalden dann vollends in die Defensive gedrängt und letztlich zum Rückzug nach Zürich gezwungen wurden, so dass die Zürcher Landschaft mehr oder weniger ungeschützt dalag und vom Gegner in der Folge verheert werden konnte.